# 曹云德
曹云德勋爵（1961年—），柬埔寨华商。现任柬埔寨王国农业与农村发展理事会顾问、柬埔寨国际合作机构主席、高棉控股集团董事局主席。
曹云德祖籍为云南昭通市盐津县。2007年，他以来到柬埔寨考察投资项目，决定投资柬埔寨。
2009年12月3日，曹云德被授予柬埔寨国家级最高荣誉勋章。2010年8月21日，成为参议院主席谢辛亲王的顾问（职务相当于“国务秘书”）。8月8日，获颁“中华之魂”十大杰出人物。8月21日又晋升为谢辛亲王的顾问（部长级）。2011年，被授予柬埔寨王国“马哈西利武级”勋章（国家级建国勋章），其弟曹云明也被授予“奥斯勒提”勋章（爵士勋章）。2012年7月6日，他创立柬埔寨第一家高棉文日报《高棉日报》，自任社长。2017年2月20日，曹云德成为港交所上市公司中国海洋捕捞（港交所代码：8047）的执行董事及董事会联席主席。
其妻子为张旗。

## 相关人物
- 杨启秋